# Austrheithrus glymma
Austrheithrus glymma är en nattsländeart som beskrevs av Arturs Neboiss 1977. Austrheithrus glymma ingår i släktet Austrheithrus och familjen Philorheithridae. Inga underarter finns listade i Catalogue of Life.